# 914
Cette page concerne l'année 914  du calendrier julien. Pour l'année 914 av. J.-C., voir 914 av. J.-C.
L'année 914 est une année commune qui commence un samedi.

## Événements

### Afrique
- 6 février : le Berbère kutama Hubasa entre dans Barqah (Benghazi)[1].
- 11 juillet : Al-Qaim, fils du Fatimide Ubayd Allah al-Mahdi part de Raqqada à la conquête de l’Égypte[1].
- 27 août : Hubasa entre à Alexandrie après une victoire sur les troupes égyptiennes près d'al-Hanniyya ; Tekin, le gouverneur abbasside d'Égypte, refuse de capituler et réclame des renforts de Syrie qui arrivent dans le courant de septembre[1].
- 6 novembre : Al-Qaim entre à son tour à Alexandrie avec le gros des forces fatimides[1].
- Décembre : l'armée fatimide quitte Alexandrie vers le delta sous le commandement de Hubasa, suivi de loin par Al-Qaim. Fostat est mise en défense par les Abbassides (13 décembre) ; la cavalerie berbère subit de lourdes pertes devant les archers turcs. Après le 25 décembre les Fatimides se tournent vers le Fayoum. Les Fatimides doivent se retirer après l'intervention du vizir abbasside Mu'nis en avril 915[1].

### Asie
- 15 janvier : le prince Samanide de Boukhara Ahmad II est assassiné. Son fils Nasr ibn Ahmad lui succède à l’âge de 8 ans, sous la régence du vizir Abu ’Abd-Allah al-Jaihani (il est destitué en 922) ; les Abbassides profitent des troubles qui suivent son ascension pour tenter de reprendre le Sistan, en vain[2]. Nasr règne jusqu'en 942. Il étend son pouvoir sur la Transoxiane, le Khorasan, le Sistan, le Tabaristan. Boukhara est sa capitale.

- Début du règne en Inde de Indra III (en), roi Rashtrakuta de Malkhed  (fin en 922). Il renoue avec les succès militaires de ses prédécesseurs Dhruva et Govinda III ; il vainc les Pratihâra et occupe momentanément Kânnauj, puis est victorieux des Chalukya orientaux et tue leur roi Vijayaditya. Sous ses successeurs, la dynastie décline jusqu’à l’avènement de  Krishna III en 939[3].

### Europe

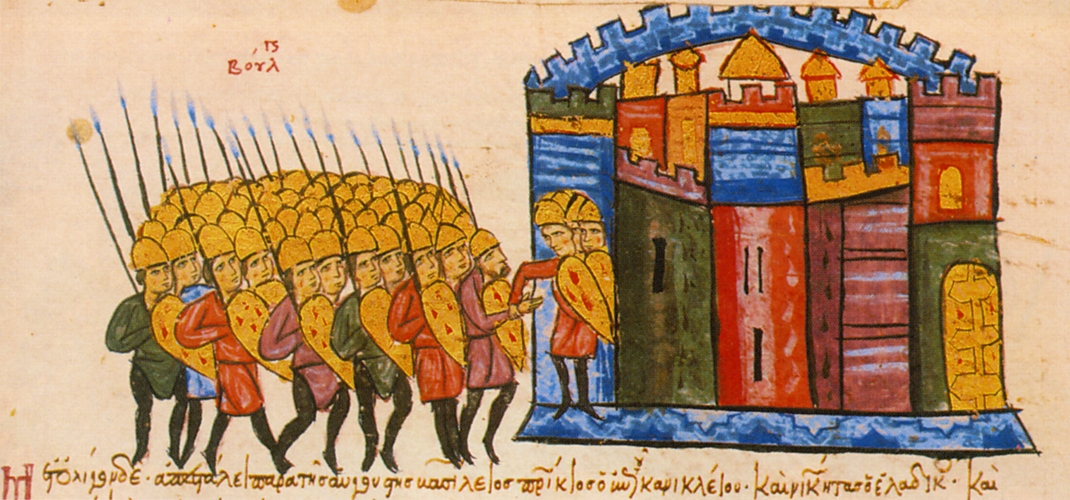
Prise d'Andrinople. Chronique de Jean Skylitzès

- 2 janvier : Ordoño II, roi de Galice, devient roi de León à la mort de son frère García. Il fixe sa capitale à Léon[4].

- Février, Empire byzantin : début de la régence de Zoé Carbonopsina, mère de l'empereur Constantin VII Porphyrogénète, au détriment du patriarche Nicolas Mystikos (fin en 920)[5].

- Mars[6] : début du pontificat de Jean X (fin en 928).
- 21 juin : Charles le Simple donne la terre de Poligny en Varais à Hugues le Noir[7]. Il reconnait à Hugues la capacité de succéder à son père Richard de Bourgogne dans tous ses honneurs[8].
- Septembre : le khan de Bulgarie Siméon reprend les hostilités contre Byzance (fin en 924). Il ravage la Thrace[5] et prend Andrinople.

- Automne : une grande flotte viking, venue de Grande-Bretagne, se rassemble à Waterford en Irlande après avoir attaqué l'estuaire de la Severn[9].

- Gérard de Brogne fonde une communauté religieuse sur son domaine de Brogne[10]. Il obtient en 919 des moines de Saint-Denis de Paris les reliques de saint Eugène de Deuil[11].
- Le viking Rögnvaldr bat les Anglais et les Scots à Corbridge sur la Tyne et dote ses hommes de terres[9]. Forte implantation en Northumbrie de Norvégiens venus d’Irlande. Ils paraissent vouloir créer une sorte de royaume mi-irlandais, mi-northumbrien.